# Roubaix Lille Métropole/Saison 2010
Dieser Artikel listet Erfolge und Mannschaft des Radsportteams Roubaix Lille Métropole in der Saison 2010 auf.

## Saison 2010

### Erfolge in des UCI Continental Circuits
In den Rennen des UCI Continental Circuits gelangen die nachstehenden Erfolge.
| Datum        | Rennen                        | Kat. | Fahrer          |
| ------------ | ----------------------------- | ---- | --------------- |
| 6. Februar   | 4. Etappe Étoile de Bessèges  | 2.1  | Arnaud Molmy    |
| 7. März      | Grand Prix de Lillers         | 1.2  | Benoît Daeninck |
| 14. März     | Paris–Troyes                  | 1.2  | Cédric Pineau   |
| 27. April    | 3. Etappe Tour de Bretagne    | 2.2  | Benoît Daeninck |
| 30. April    | 6. Etappe Tour de Bretagne    | 2.2  | Cédric Pineau   |
| 10.–13. Juni | Gesamtwertung Ronde de l’Oise | 2.2  | Steven Tronet   |

### Erfolge beim Cyclocross
In den Rennen der Saison 2009/10 der Cyclocross Tour gelangen die nachstehenden Erfolge.
| Datum     | Rennen                           | Fahrer         |
| --------- | -------------------------------- | -------------- |
| 9. Januar | Französische Meisterschaft (U23) | Matthieu Boulo |

### Zugänge – Abgänge
| Zugänge             | Team 2009        | Abgänge          | Team 2010          |
| ------------------- | ---------------- | ---------------- | ------------------ |
| Renaud Dion         | Ag2r La Mondiale | Pierre Cazaux    | FDJ                |
| Cédric Pineau       | Ag2r La Mondiale | Gil Suray        | An Post-Sean Kelly |
| Clément Lhotellerie | Vacansoleil      | Florian Guillou  | Bretagne-Schuller  |
| Jocelyn Bar         | Neoprofi         | Florian Vachon   | Bretagne-Schuller  |
| Matthieu Boulo      | Neoprofi         | Bastien Delrot   | Team NetApp        |
| Benoît Daeninck     | Neoprofi         | Fabien Taillefer | Team Wilo Agem 72  |
| Morgan Kneisky      | Neoprofi         | Paul Moucheraud  | Unbekannt          |
| Arnaud Molmy        | Neoprofi         |                  |                    |

### Mannschaft
| Name                | Geburtstag        | Nationalität |
| ------------------- | ----------------- | ------------ |
| Jocelyn Bar         | 7. Oktober 1988   | Frankreich   |
| Matthieu Boulo      | 11. Mai 1989      | Frankreich   |
| Benoît Daeninck     | 27. Dezember 1981 | Frankreich   |
| Renaud Dion         | 6. Januar 1978    | Frankreich   |
| Morgan Kneisky      | 31. August 1987   | Frankreich   |
| Mickaël Larpe       | 30. August 1985   | Frankreich   |
| Alexandre Lemair    | 25. Oktober 1988  | Frankreich   |
| Clément Lhotellerie | 9. März 1986      | Frankreich   |
| Arnaud Molmy        | 7. August 1988    | Frankreich   |
| Cédric Pineau       | 8. Mai 1985       | Frankreich   |
| Steven Tronet       | 14. Oktober 1986  | Frankreich   |